# Omanska nogometna reprezentacija
Omanska nogometna reprezentacija (ara. منتخب عمان لكرة القدم‎) je nacionalni nogometni sastav Omana pod vodstvom Omanskog nogometnog saveza. Prvu utakmicu reprezentacija je odigrala u 2. rujna 1965. u egipatskom glavnom gradu Kairu protiv Sudana te je pretrpjela visok poraz od 15:0.
Oman je punopravni član AFC i FIFA - kontinentalnih i međunarodnih nogometnih saveza te nosi Fifin kod - OMA. Službeni domaći stadion je Sportski kompleks Sultan Qaboos u Muscatu.
Iako je reprezentacija službeno formirana 1978. godine, zemlja je prije toga nastupala kao Muscat te Muscat i Oman.
Reprezentacija dosad nije nastupala Svjetskom nogometnom prvenstvu te je najčešće bila na posljednjim mjestima turnira na kojima se natjecala. Većina reprezentativaca igra u zemljama Arapskog poluotoka (Oman, Saudijska Arabija, Katar, UAE). RSSSF (organizacija za nogometnu povijest i statistiku) je 2001. godine proglasila bivšeg omanskog kapetana reprezentacije Hanija Al-Dhabita najboljim strijelcem godine (s 22 pogotka). On je u povijesti treći Arapin koji je osvojio ovu nagradu te prvi Omanac.
Reprezentacija je dosad nastupala na Zaljevskom kupu nacija na kojem je 2004. i 2007. igrala u finalu dok je 2009. Oman kao domaćin osvojio to prvenstvo kao i nagradu za fair-play.
Za razliku od seniorske reprezentacije, mladi omanski U-17 reprezentativci su na azijskom U-17 prvenstvu održanom 1994. osvojili treće mjesto. Također, reprezentativci su isto natjecanje osvojili 1996. i 2000. godine. Momčad se kvalificirala i na Svjetsko U-17 prvenstvo u Ekvadoru 1995. godine na kojem je osvojila 4. mjesto te na Svjetsko U-17 prvenstvo u Egiptu 1997. Tamo je momčad ispala u četvrtfinalu. Mlada reprezentacija je sudjelovala i na svjetskom prvenstvu koje je 2001. igrano na otočju Trinidad i Tobago.
Olimpijska reprezentacija Omana je 2010. osvojila nogometni turnir Al-Massif.

## Natjecanja

### Svjetsko prvenstvo i Azijski Kup
Oman dosad nije nastupio na Svjetskom prvenstvu u nogometu. Reprezentacija Omana je na Azijskom Kupu igrala svega dva puta (2004. i 2007.) ali bez značajnijih rezultata.

### Zaljevski kup
Oman je u svojoj nogometnoj povijesti najveći uspjeh postigao u Zaljevskom kupu. Međutim, sve do početka 21. stoljeća reprezentacija je ostvarivala solidne rezultate koji su najčešće bili 6. i 7. mjesto. Ulaskom u novi milenij Oman sve više nogometno napreduje u arapskom svijetu. Najzaslužniji za to su postali novi mladi i perspektivni igrači kao što su Imad Al-Hosni, Ali Al-Habsi, Badr Al-Maimani i Khalifa Ayil.
U Zaljevskom kupu koji je 2002. održan u Saudijskoj Arabiji, reprezentacija je ostvarila 5. mjesto ali važnije od rezultata bila je pobjeda nad Kuvajtom, devetorostrukim prvakom Zaljevskog kupa. Utakmica je završena s 3:1 pobjedom a hat-trick na utakmici je postigao kapetan Hani Al-Dhabit. Isti igrač postigao je i gol protiv Bahreina te počasni pogodak u 2:1 porazu od Katra. Završetkom turnira Al-Dhabit je bio jedini omanski strijelac te je s 5 pogodaka osvojio nagradu za Najboljeg strijelca prvenstva.
Tijekom Zaljevskog kupa koji je 2004. održan u Katru, Oman je po prvi puta u povijesti došao do finala u kojem je poražen od domaćina boljim izvođenjem jedanaesteraca. Reprezentativac Imad Al-Hosni je s 4 postignuta pogotka nagrađen za najboljeg strijelca turnira.
2007. Oman ponovo igra u finalu istog turnira te opet u njemu gubi od domaćina (1:0 protiv reprezentacije UAE-a). Reprezentativni golman Ali Al-Habsi je nagrađen Nagradom za najboljeg vratara Zaljevskog kupa, svojim trećim uzastopnim priznanjem.
Nakon dva izgubljena finala Oman je u svojem trećem finalu kojem je on bio domaćin 2009. uspio po prvi puta u povijesti osvojiti Zaljevski kup. Pobjeda je ostvarena protiv moćne reprezentacije Saudijske Arabije nakon boljeg izvođenja jedanaesteraca (6:5). Također, igrač Hassan Rabia je s 4 postignuta pogotka nagrađen Nagradom za najboljeg strijelca turnira dok je Ali Al-Habsi dobio svoju četvrtu Nagradu za najboljeg vratara Zaljevskog kupa. Isti igrač je i na sljedećim nogometnim prvenstvima nastavio povećavati svoj rekord.

## Sponzori
Glavni dobavljači sportske opreme i reprezentativnih dresova za Oman kroz povijest su bili:
| - Puma (1978.) - Puma (1996.) - Grand Sport (1998. – 2005.) - Umbro (2005.) - Lotto (2005. – 2008.) - Adidas (2008. - danas) |

Reprezentacija je 2006. potpisala ugovor sa zrakoplovnim prijevoznikom Gulf Airom ali je suradnja naglo prekinuta početkom 2008. kada je novi generalni sponzor omanske reprezentacije postao Oman Mobile.

## Omanski reprezentativci

### Širi popis
| #         | Pozicija       | Ime                | Datum rođenja       | Klub           |
| --------- | -------------- | ------------------ | ------------------- | -------------- |
| 22        | vratar         | Mohammed Huwaidi   | 27. siječnja 1984.  | Muscat         |
| 26        | vratar         | Ali Al-Habsi       | 30. prosinca 1981.  | Wigan Athletic |
| 2         | branič         | Mohammed Rabia     | 10. svibnja 1981.   | Al-Sadd        |
| 4         | branič         | Said Al-Shoon      | 28. kolovoza 1983.  | Al-Qadisiya    |
| 5         | branič         | Mohammed Al-Sheiba | 27. rujna 1989.     | Al-Wasl        |
| 17        | branič         | Hassan Mudhafar    | 26. lipnja 1980.    | Al-Wahda       |
| 25        | branič         | Khalifa Ayil       | 1. travnja 1984.    | Al-Ittifaq     |
|           | branič         | Saad Suhail        | ???                 | Al Oruba       |
| 6         | vezni          | Hussain Al-Hadhri  | 21. svibnja 1990.   | Dhofar         |
| 10        | vezni          | Fawzi Bashir       | 6. svibnja 1984.    | Bani Yas       |
| 12        | vezni          | Ahmed Mubarak      | 23. veljače 1985.   | Al-Ahli        |
| 15        | vezni          | Ismail Sulaiman    | 9. lipnja 1984.     | Al-Kuwait      |
| 19        | vezni          | Ahmed Maana        | 9. travnja 1988.    | Dhofar         |
| 21        | vezni          | Ahmed Hadid        | 18. srpnja 1984.    | Al-Ittihad     |
| 99        | vezni          | Qasim Said         | 1. siječnja 1985.   | Al-Nasr        |
| 8         | napadač        | Badr Al-Maimani    | 16. srpnja 1984.    | Muscat         |
| 9         | napadač        | Hashim Saleh       | 15. listopada 1981. | Dhofar         |
| 14        | napadač        | Hassan Rabia       | 1. veljače 1984.    | Al-Suwaiq      |
| 20        | napadač        | Imad Al-Hosni      | 18. srpnja 1984.    | Al-Rayyan      |
|           | napadač        | Yaqoob Abdul-Karim | 4. rujna 1985.      | Saham          |
| Izbornik: | Hamad Al-Azani |                    |                     |                |

## Popis izbornika
| - Mamadoh Al-Khafaji (1974. – 1976) - George Smith (1979.) - Hamed El-Dhiab (1980. – 1982.) - Mansaf El-Meliti (1982.) - Paulo Heiki (1984.) - Antônio Clemente (1986.) - Jorge Vitório (1986. – 1988.) - Karl-Heinz Heddergott (1988. – 1989.) - Bernd Patzke (1990. – 1992.) - Heshmat Mohajerani (1992. – 1994.) - Rashid Jaber Al-Yafi’i (1995. – 1996.) - Mahmoud El-Gohary (1996.) - Jozef Vengloš (1996. – 1997.) - Ian Porterfield (listopad 1997.) |  | - Valdeir Vieira (1998. – 1999.) - Carlos Alberto Torres (travanj 2000. - ožujak 2001.) - Milan Máčala (travanj 2001. - svibanj 2001.) - Bernd Stange (lipanj 2001.) - Rashid Jaber Al-Yafi’i (2002.) - Milan Máčala (2003. – 2005.) - Srećko Juričić (2005. – 2006.) - Hamad Al-Azani (2006.) - Milan Máčala (2006. - siječanj 2007.) - Gabriel Calderón (veljača 2007. - veljača 2008.) - Julio César Ribas (veljača 2008. - lipanj 2008.) - Hamad Al-Azani (lipanj 2008.) - Claude Le Roy (srpanj 2008. - studeni 2010.) - Hamad Al-Azani (siječanj 2011. - lipanj 2011.) - Paul Le Guen (lipanj 2011. - |

## Vanjske poveznice
- Službena web stranica omanskog nogometnog saveza  Arhivirana inačica izvorne stranice od 2. ožujka 2011. (Wayback Machine)
- Profil Omana na FIFA.com  Arhivirana inačica izvorne stranice od 14. prosinca 2009. (Wayback Machine)
- Popis reprezentativaca Omana na kvalifikacijama za Azijski Kup 2010.
- Statistike igrača
- Goalzz.com